# デイゼン・リツェンハイン
デイゼン・リツェンハイン（英語表記：Dathan Ritzenhein、1982年12月30日 - ）はアメリカの陸上競技選手。専門は長距離走。ベルリン世界陸上10000ｍアメリカ合衆国代表。北アメリカ5000m記録(12分56秒27)の前保持者である。以前はブラッド・ハドソンに師事していたがであったが、2009年ナイキ・オレゴン・プロジェクトに参加、アルベルト・サラザールに師事。2014年5月、ナイキ・オレゴン・プロジェクトを去り、故郷に近いミシガン州グランドラピッズに本拠を移した。尚、ナイキのスポンサードは継続している。

## 経歴
2001年、高校3年生の時世界クロスカントリー選手権のジュニアレースで銅メダルを獲得した。
2004年、アテネオリンピック10000mで疲労骨折の影響で途中棄権となった。
2007年、大阪世界陸上選手権の10000mに出場し、9位であった。
2008年、北京オリンピックの男子マラソンに出場し、2時間11分59秒の記録で9位に入った。
2009年、チューリッヒで行われたゴールデンリーグの5000mに出場した。レースでは中盤まで最後尾付近でレースを進めるも、ケネニサ・ベケレのロングスパートで集団が崩れだすと、追い上げを開始し、優勝したベケレにはおよばなかったものの、12分56秒というタイムでゴール、米国新記録(当時)を樹立した。
そして、ベルリン世界陸上選手権の10000mに出場、ケニアやエチオピアなど長距離の強豪国の選手に混じり自己新記録で6位入賞を果たしている。また、同じく2009年に行われた世界ハーフマラソン選手権でも、自己ベストを1分35秒も更新し銅メダルを獲得した。
2010年、本格的にロードに転向するも、フォームを変えたこと等による故障に悩まされ、芳しい結果を残せなかった。しかし、アメリカクロスカントリー選手権のシニア12キロでは優勝を飾っている。
2011年も同様に故障による影響から芳しい結果は残せなかった。
2012年、ロンドンオリンピックのマラソンでの米国代表を勝ち取るため、米国マラソン選手権に出場した。アメリカのマラソン代表の選考方法は、同選手権の上位3人を選出するという選考方法である。しかし、途中でのアクシデント等で1～3位の集団から離され単独4位となるものの終盤追い上げ、自己新記録である2時間9分55秒を記録するも、3位のAbdi Abdirahmanに数秒およばない4位でのゴールとなり、代表落選という結果となった。マラソンの代わりにロンドンオリンピックの10000mに出場し、27分45.89秒の記録で13位に入った。

## 自己記録
- 1500m - 3:42.99（2002）
- 3000m - 7:39.03（2007）
- 2マイル - 8:11.74（2007）
- 5000m - 12:56.27（2009）
- 10000m - 27:22.28（2009）
- ハーフマラソン - 1時間00分00秒（2009）
- マラソン - 2時間7分47秒（2012）

## 参考資料・外部リンク
- デイゼン・リツェンハイン - ワールドアスレティックスのプロフィール（英語）
- デイゼン・リツェンハイン - Olympedia（英語）
- 公式サイト(英語)